# ALEPH (Detektor)

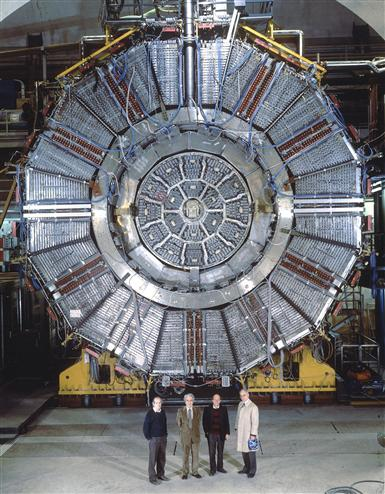
Der ALEPH-Detektor im Jahre 1988

Der ALEPH-Detektor war einer von vier Detektoren am LEP-Speicherring des CERN, der von 1989 bis 2000 Daten sammelte. Der Name ist ein Apronym für „Apparatus for LEP Physics“ (siehe Aleph). Ziele des Experiments waren die Untersuchung des Standardmodells und die Suche nach Merkmalen unbekannter neuer Physik über das Standardmodell hinaus.

## Aufbau
Der Aufbau ist wie bei den meisten Großdetektoren bei Streuungsexperimenten zwiebelschalenförmig um den Kollisionspunkt angeordnet. Dabei können drei Bereiche unterschieden werden:
- Tracking
- Kalorimetrie
- Myonenmessung

Das Tracking System hat die Aufgabe, die Spuren der Teilchen zu vermessen und gegebenenfalls Aussagen zur Teilchensorte zu ermöglichen.
Die innerste Schale dient hierbei der möglichst genauen Ortsvermessung mithilfe von Silizium-Halbleiterelementen in Form eines sogenannten Vertexdetektors. Die darum angebrachte Driftkammer (bei ALEPH Inner Track Chamber, ITC, genannt) erlaubt nun neben der Spuraufzeichnung in der r-φ-Ebene auch eine Impulsmessung und damit eine Möglichkeit, die Teilchensorte zu bestimmen. Als letztes Element der Spurvermessung folgt eine weitere Driftkammer (Time Projection Chamber, TPC), die 3 Koordinaten aufzeichnet und über den Energieverlust des Teilchens innerhalb der Kammer zur Teilchenidentifikation beiträgt.
Das Kalorimetersystem umfasst das elektromagnetische und das hadronische Kalorimeter. Je nach Art der produzierten Teilchen messen ein oder beide Kalorimeter die Energie.
Die Myonendetektion erfolgt in der äußersten Schale, da Myonen im Allgemeinen als einzige Teilchen alle Detektoren passieren können.